# کریس ایمون
کریستوفر آرتور اِیمون (انگلیسی: Christopher Arthur Amon؛ زادهٔ ۲۰ ژوئیهٔ ۱۹۴۳ در بولز، درگذشتهٔ ۳ اوت ۲۰۱۶ در روتوروا) رانندهٔ مسابقات اتومبیل‌رانی اهل نیوزیلند بود که از فصل ۱۹۶۳ تا ۱۹۷۶ در مجموع در ۱۰۸ گراند پری از مسابقات جهانی فرمول یک شرکت کرد.
ایمون در طول دوران فعالیت خود در فرمول یک ۵ بار مسابقه را از پول پوزیشن آغاز کرد و در ۳ مسابقه موفق شد سریع‌ترین زمان طی یک دور پیست را به نام خود ثبت کند. او در این مسابقات ۱۱ بار بر روی سکو رفت و ۸۳ امتیاز را به نام خود به‌ثبت رساند.
ایمون در ۳ اوت ۲۰۱۶ بر اثر ابتلا به سرطان در روتوروا درگذشت.